# Patryca (numizmatyka)
Patryca – w numizmatyce, pozytywowy model monety w metalu, w skali 1:1, powstały w wyniku procesu redukcyjnego zastosowanego do pozytywowego odlewu modelu monety. Niekiedy używane jest również określenie „prototyp”.
Patryca jest wykorzystywana do wytłaczania matryc, czyli negatywowych modeli monety w metalu w skali 1:1. Zazwyczaj z patrycy wykonuje się jedną lub dwie matryce.